# George Saling
George J. Saling (24. července 1909 Memphis, Missouri – 15. dubna 1933 Saint Charles Missouri) byl americký atlet, sprinter, olympijský vítěz v běhu na 110 metrů překážek z roku 1932.
První atletické úspěchy získal jako student University of Iowa, když se v roce 1932 stal akademickým mistrem USA v běhu na 120 yardů překážek. Na olympiádě v Los Angeles překonal v semifinále i finále tehdejšího světového rekordmana Percyho Bearda a stal se olympijským vítězem. O několik měsíců později zahynul při automobilové nehodě v Missouri.